# سیدر ریور (شهرستان منومینه، میشیگان)
سیدر ریور (منومینه کانتی، میشیگان) (به انگلیسی: Cedar River (Menominee County, Michigan)) رودخانه‌ای است که در ایالات متحده آمریکا جریان دارد.